# 釧路ラーメン

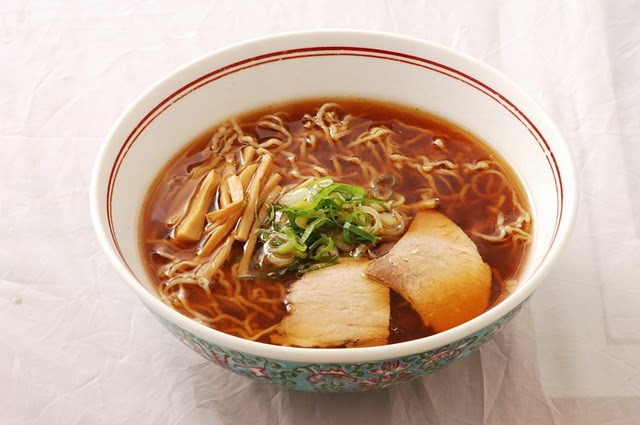
釧路ら～めん 銀龍 醤油ラーメン
2007年3月27日撮影

釧路ラーメン（くしろラーメン）とは、北海道釧路市とその付近の地域のラーメンである。
釧路観光コンベンション協会や民間団体の釧路ラーメン麺遊会は、細ちぢれ麺とあっさりした醤油味のスープを基本としたラーメンが「釧路ラーメン」であると定義している
。

## 歴史
起源は諸説ある。まず、大正時代に釧路の食堂（大町の太陽亭という洋食屋、中華料理屋など諸説）に横浜から来た料理人が持ち込んだラーメンが発祥であるという話がある。そのラーメンとは小麦粉・鶏卵・塩・かん水をよく練りあわせ中国風に仕立てた細麺と豚骨スープのもので、当時は支那そばと呼ばれているものだった。これを釧路の風土に合うよう味を改良し、昭和初期にかけて屋台で作られたものが原点という説である。
太平洋戦争を経て、1950年代初頭から屋台が復活しその数を増やしていき、屋台ラーメンの組合も登場した。北洋漁業の全盛期には、港に入る漁船の漁師達を目当てにした屋台がずらりと岸壁に並ぶほどだった。この際に、寒い海から帰った漁師達に少しでも早く温かいラーメンを出すために茹で時間の短縮を計り、その結果麺が細くなったという説もある。なお、釧路ラーメンの細ちぢれ麺の茹で上げ時間は1分30秒程度。
他に、誕生当時の釧路ラーメンのスープは鰹節から取る出汁のみで非常にあっさりとした素朴な味であったために、それに合う細麺を好む人が多かったという説がある。

## 現在
現在は昆布・鶏ガラ・野菜・豚骨などスープも多様化し、かつおだしのみのスープを使う店はほとんど無い。釧路ラーメンの本流を受け継ぐ老舗は末広町の「銀水」。同店で20年修業して独立した「河むら」は2004年に札幌ら～めん共和国に出店、市外に店鋪を構えた最初のラーメン店となった。2005年時点でラーメン店の数は約130軒、製麺会社が9社となっている
。
釧路ラーメンは添加物・防腐剤を使わないことも特徴である。このため、痛みや乾燥が早く、他の地域へ土産物等で持ち出すのが難しかった。そして、皮肉にもこの純粋さが釧路ラーメンの認識を全国に広める妨げとなっていた。2000年頃より、釧路ラーメン麺遊会など市民やラーメン店が、釧路ラーメンを北海道三大ラーメンと呼ばれる札幌ラーメン、函館ラーメン、旭川ラーメンと並ぶ北海道四大ラーメンとし様々なイベントを行っており、その認識が広まっている。